# Commission Wehrer
Administration militaire (en) et civile allemande du Luxembourg (de)
Dupong-Krier (indirectement) 
La Commission Wehrer est le gouvernement de facto du Luxembourg en fonction du 10 mai au 23 décembre 1940, à la suite de l'invasion par l'Allemagne nazie, dans le cadre de la Seconde Guerre mondiale.

## Contexte
Le 13 mai 1940, Albert Wehrer, en tant que secrétaire général du Gouvernement saisit le Conseil d'État dans une lettre à son président Ernest Hamélius (lb), où il justifie sa volonté de se poser comme interlocuteur pour l'occupant : « La doctrine admet que lorsque le Gouvernement régulier est dans l'impossibilité d'agir, un Gouvernement de fait non seulement peut se constituer, ce qui peut toujours se faire, mais peut poser des actes valables. […] Les conditions nécessaires pour qu'un organe gouvernemental irrégulier puisse agir avec la même autorité et le même droit qu'un gouvernement régulier sont l'urgence extrême, la nécessité de la mesure prise et l'impossibilité de procéder selon les formes normales. Il n'est guère possible de nier que ces conditions sont remplies. »
Le 16 mai, la Chambre des députés se réunit en séance publique pour débattre d'une résolution par laquelle Albert Wehrer demande aux 32 députés présents de nommer une Commission de gouvernement à la place du gouvernement en exil. La résolution dispose que'après l'avis positif du Conseil d'État, les députés accordent à cette Commission les pouvoirs spéciaux attribués au Gouvernement dans les années 1938-1939. La résolution qui crée un « organe appelé à remplir le rôle dévolu au Gouvernement en temps normal » est adoptée à l'unanimité.
Par décision de la Chambre des députés du 23 mai 1940 le titre de « Commission de Gouvernement » est remplacé par celui de « Commission administrative ».
Par décret du Führer du 2 août 1940, le Luxembourg est placé sous l'autorité d'un chef de l'administration civile allemande. Il est responsable de toute l'administration civile. Il est directement subordonné à Adolf Hitler, reçoit de lui des instructions générales et des directives et est « responsable de la reconstruction du Luxembourg conformément aux instructions professionnelles des autorités du Reich suprême ». Le Gauleiter du parti nazi Gustav Simon à Coblence est nommé chef de l'administration civile au Luxembourg, avec pour représentant Heinrich Christian Siekmeier (de), président du district de Trèves. La ville de Luxembourg devient le siège de l'administration.
Le 22 octobre 1940, la Chambre des députés et le Conseil d'État, qui étaient restés en fonction en tant qu'administration de l'État, sont dissous. Leurs pouvoirs sont transférés au chef de l'administration civile le 1er janvier 1941.

## Composition
| Portefeuille                                                                 | Titulaire      | Titulaire |
| ---------------------------------------------------------------------------- | -------------- | --------- |
| Président de la Commission administrative Secrétaire général du Gouvernement | Albert Wehrer  |           |
| Conseiller de Gouvernement                                                   | Louis Simmer   |           |
| Conseiller de Gouvernement                                                   | Jean Metzdorff |           |
| Conseiller de Gouvernement                                                   | Mathias Putz   |           |
| Conseiller de Gouvernement                                                   | Joseph Carmes  |           |

## Politique intérieure
,,

## Conséquences
,